# Liste de groupes de visual kei
Cet article est une liste de groupes notables qui, à un moment ou un autre de leur carrière, ont été associés au mouvement musical appelé le visual kei.

## 0–9

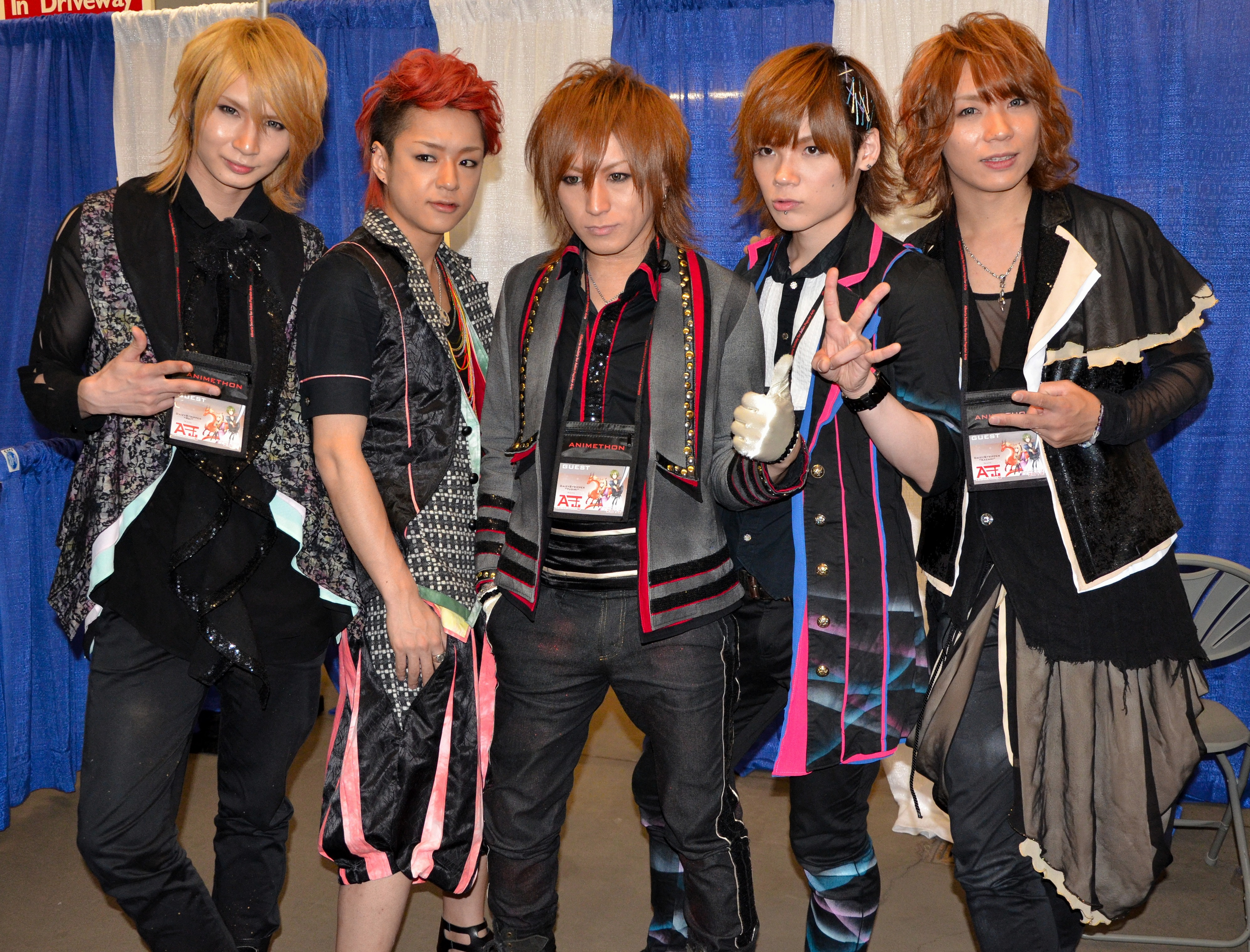
DaizyStripper à Edmonton en 2012.

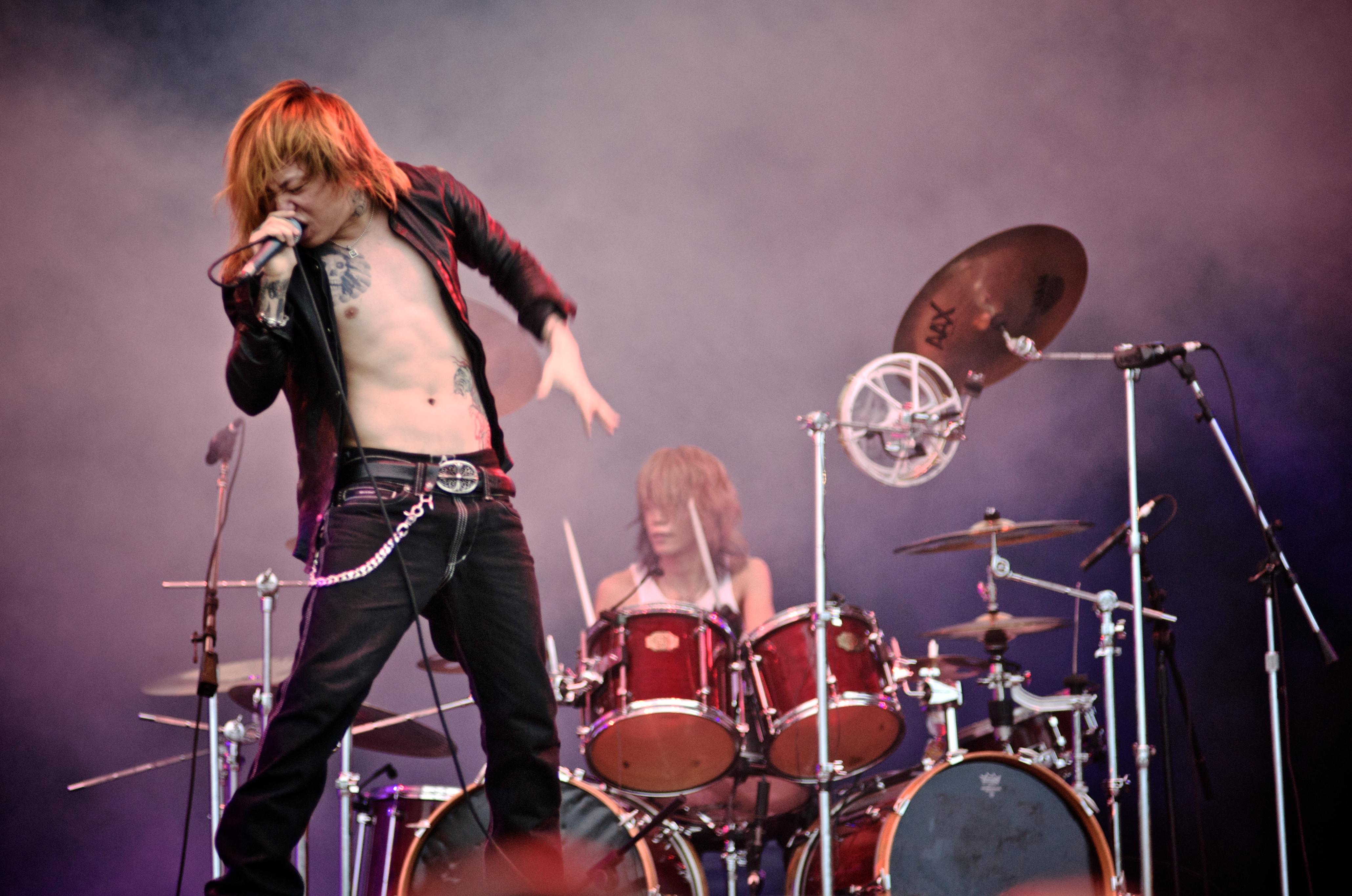
Dir En Grey à São Paulo en 2009.

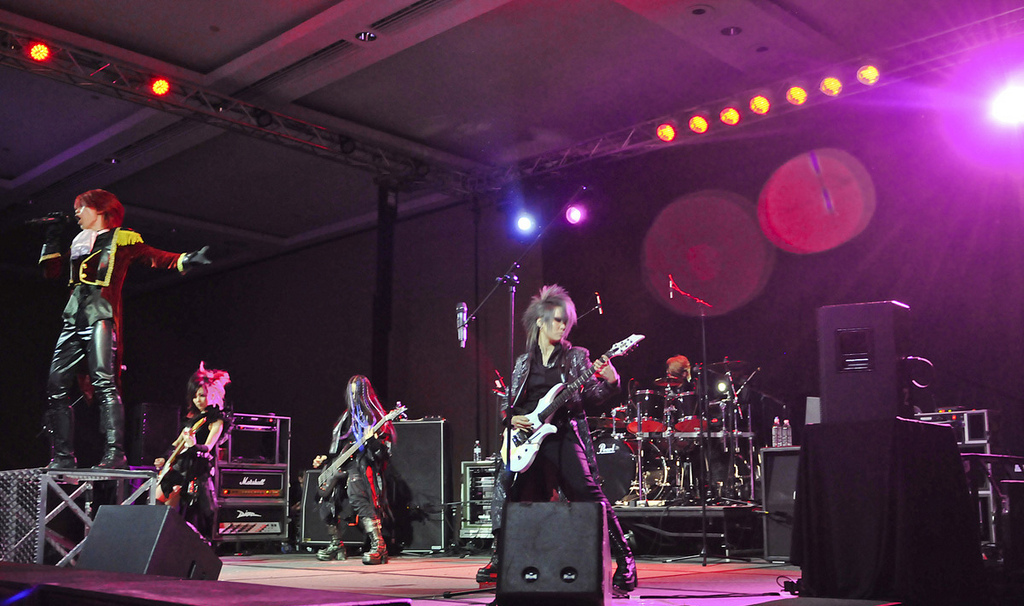
exist†trace à Pittsburgh en 2012.

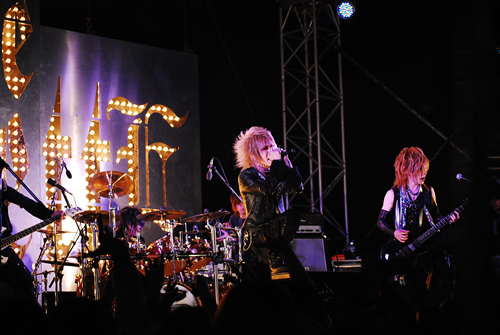
The GazettE à Tokyo en 2009.

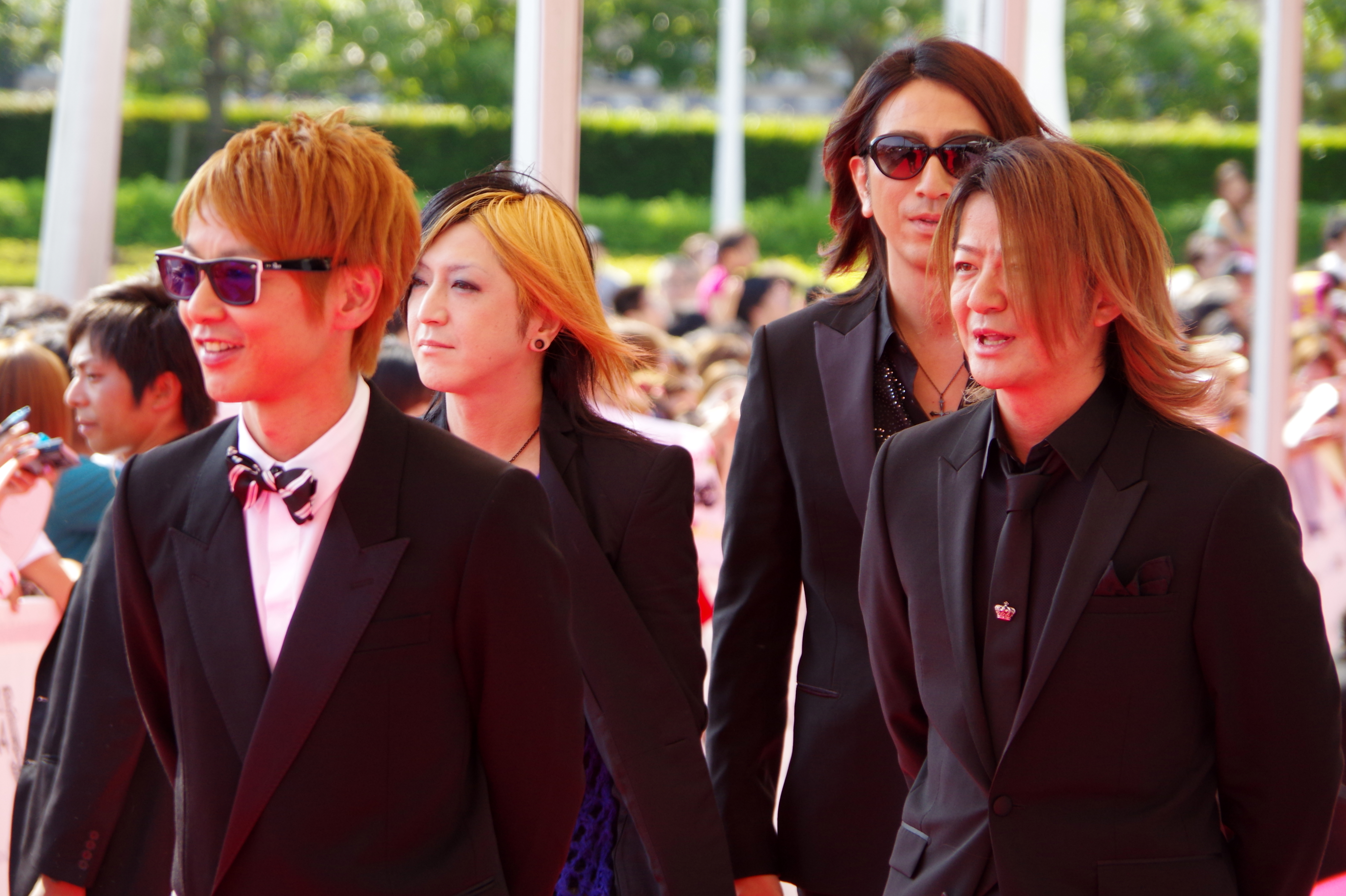
Glay aux MTV Video Music Awards Japan de 2014.

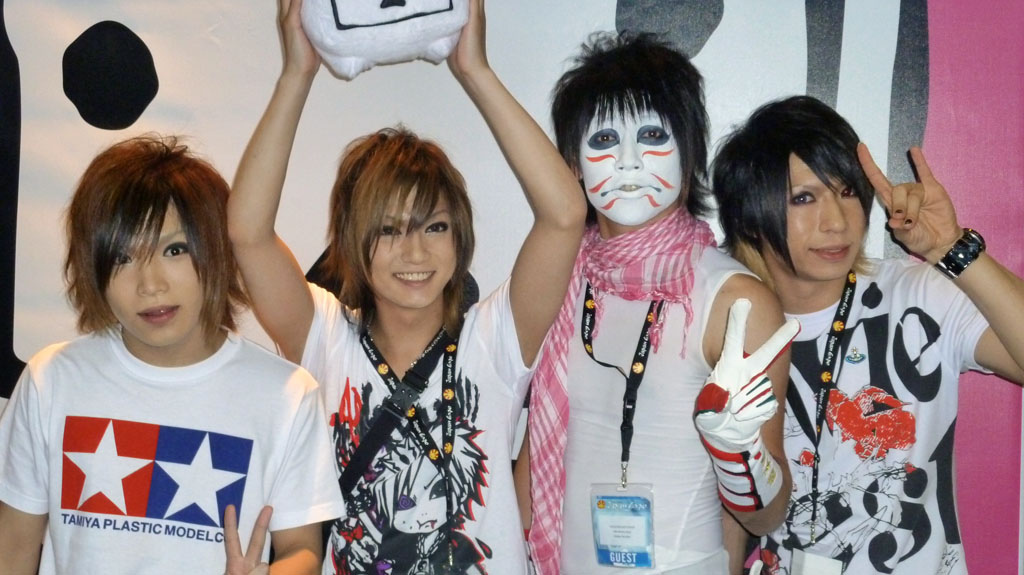
Golden Bomber à la Japan Expo de 2011.

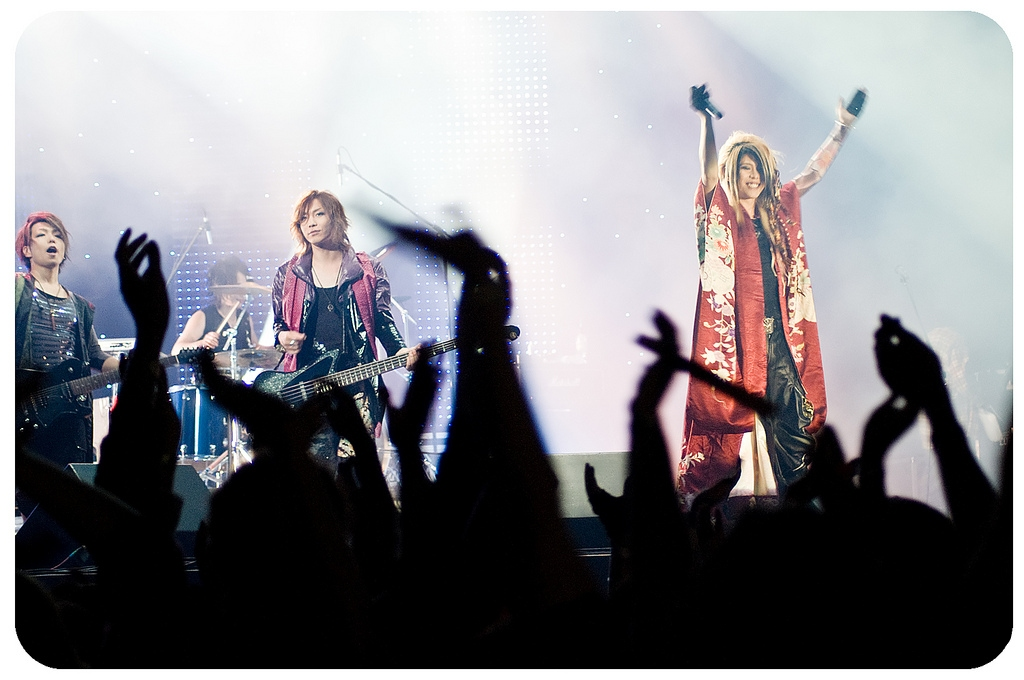
Kagrra, en 2008.

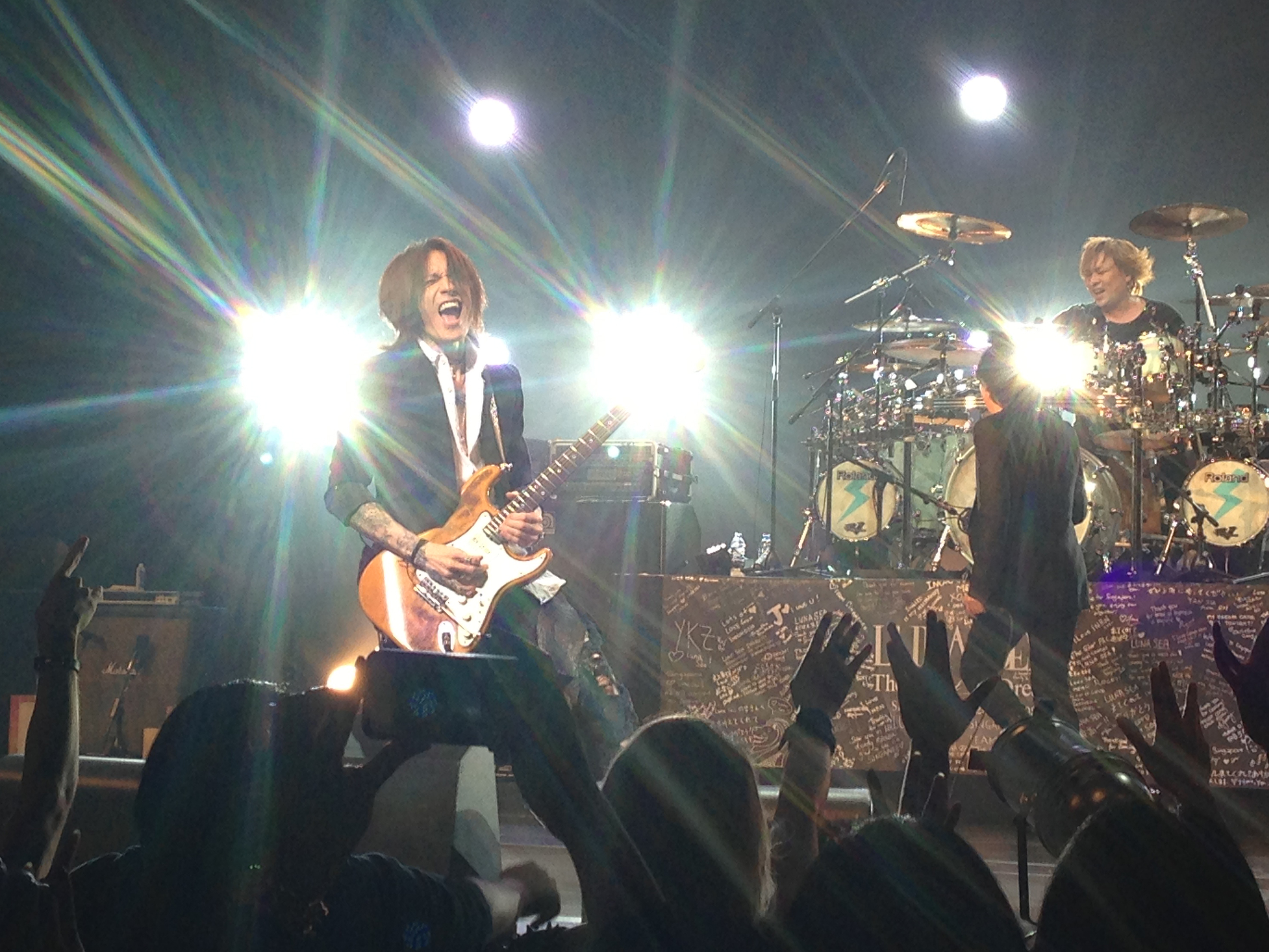
Luna Sea à Singapour en 2013.

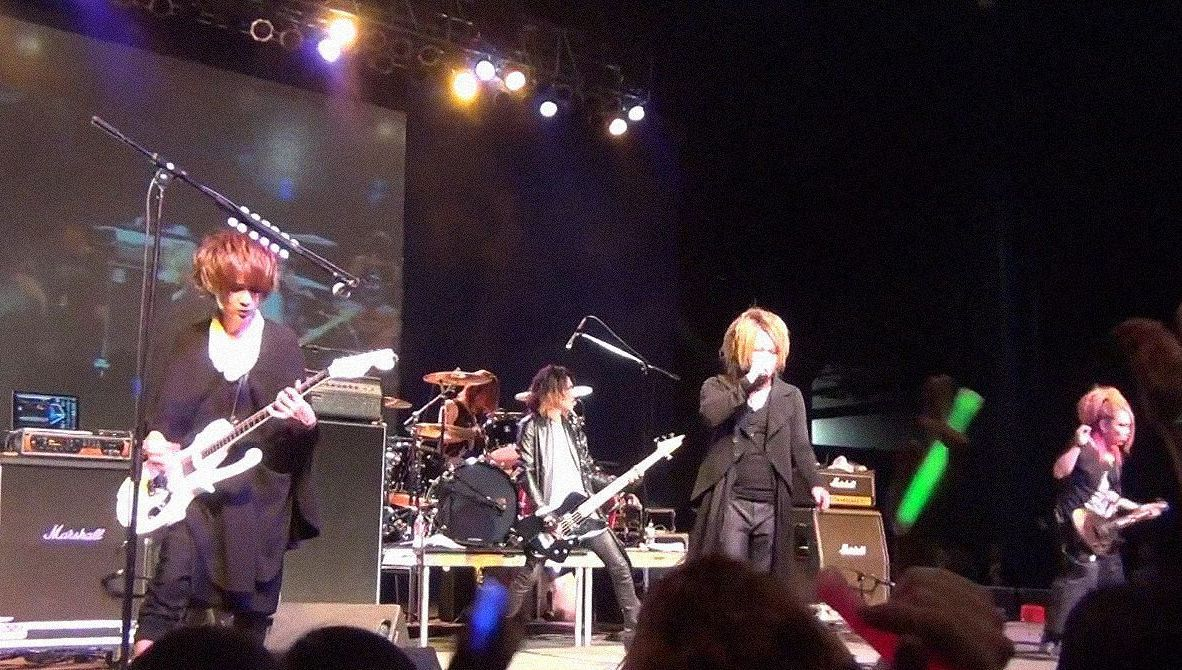
Nightmare en concert en 2014.

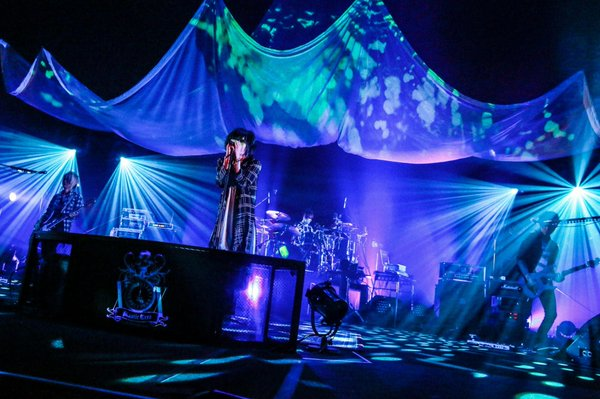
Plastic Tree en 2017.

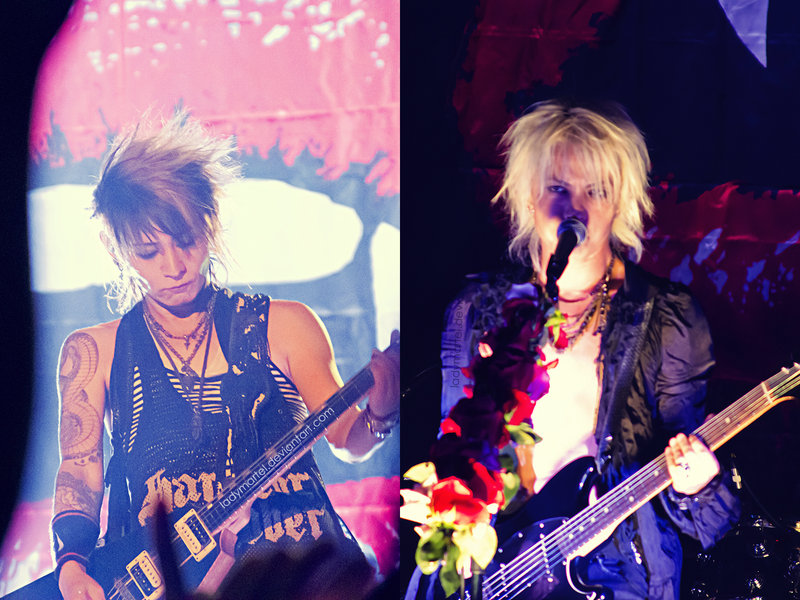
VAMPS au Roseland Ballroom en 2010.

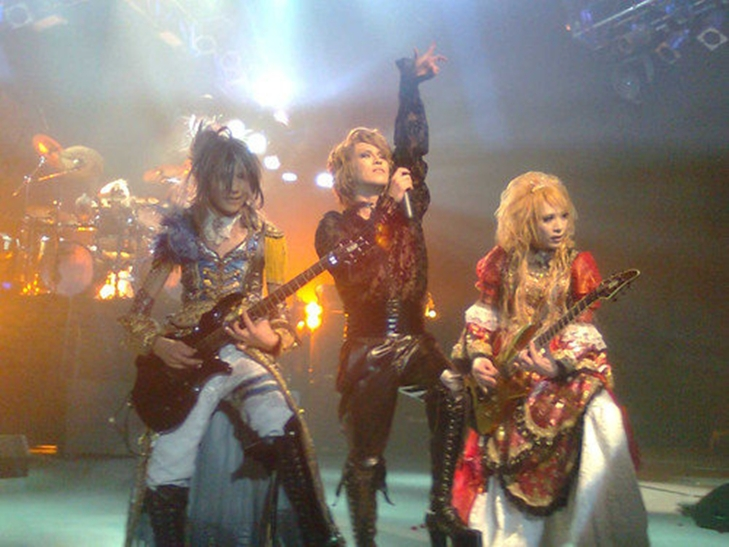
Versailles à Santiago en 2010.

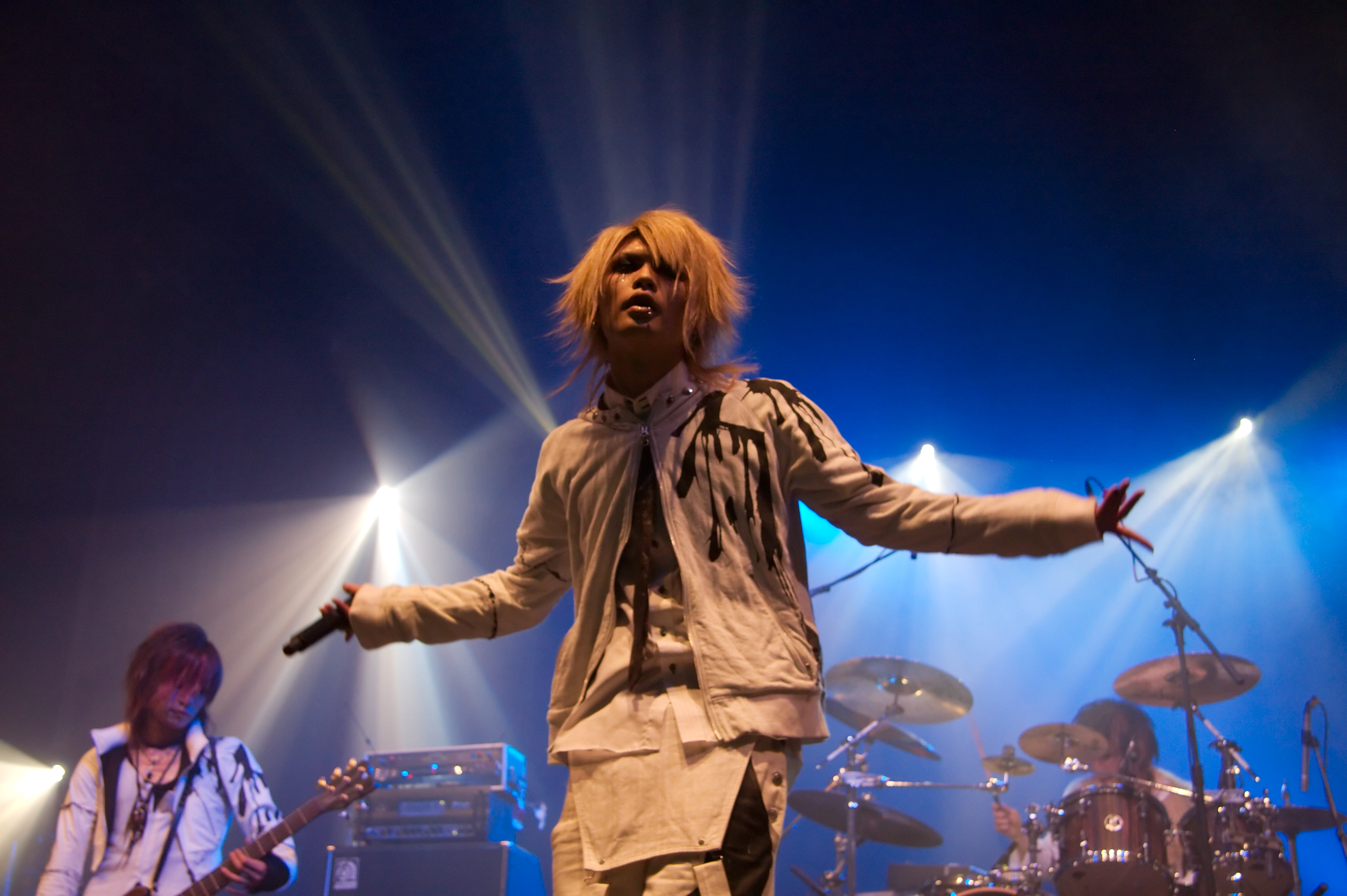
Vistlip à la Japan Expo de 2009.

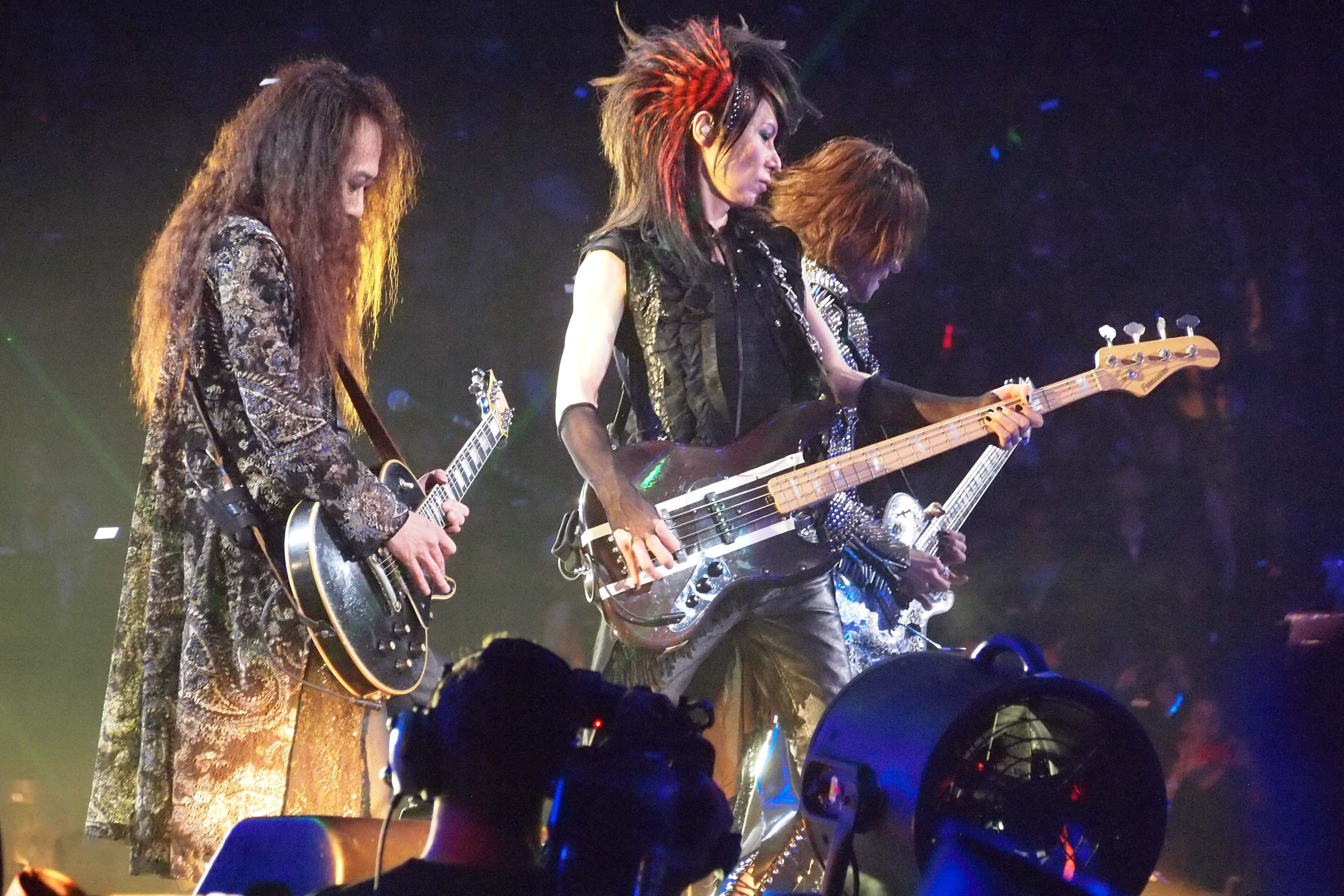
X Japan au Madison Square Garden en 2014.

- 12012[1]

Début de page

## A
- Alice Nine[2],[3]
- An Cafe[4],[5]
- L'Arc-en-Ciel[6],[7]
- Ayabie[8]

Début de page

## B
- Blood[1]

Début de page

## C
- Cali≠gari[9]

Début de page

## D
- D[10]
- DaizyStripper[11]
- Deathgaze[12]
- Deluhi[13]
- DEXCORE[14]
- D'espairsRay[7],[15]
- Dio - Distraught Overlord[16]
- Dir En Grey[1],[5],[7],[15]
- Dolly[17]
- Doremidan[18]
- Dué le Quartz[19]

Début de page

## E
- exist†trace[20]

Début de page

## F
- Fatima[21]
- Fest Vainqueur[22]

Début de page

## G
- The GazettE[3],[4],[5],[23]
- Girugämesh[4],[7]
- Glay[5],[6]
- Golden Bomber[2]

Début de page

## H
- heidi.[24]

Début de page

## I
- Inugami Circus Dan[25]
- Imitation PoPs Uchū Sentai NOIZ[1]

Début de page

## J
- Janne Da Arc[26]
- Jupiter

Début de page

## K
- kagerou[15]
- Kagrra,[27]
- Kra[28]
- Kuroyume[29]

Début de page

## L
- Lareine[7]
- LM.C[5],[23]
- Luna Sea[5],[6],[15],[30],[31]

Début de page

## M
- Malice Mizer[5],[15]
- Matenrou Opera[32]
- Merry[33]
- Moi dix Mois[15]
- Mucc[1],[34]

Début de page

## N
- Nightmare[30]
- NoGoD[35]

Début de page

## O
- -OZ-[36]

Début de page

## P
- Phantasmagoria[1]
- Pierrot[37]
- Plastic Tree[34]
- Psycho le Cému[1]

Début de page

## R
- The RedMoths
- Rentrer en Soi[38]

Début de page

## S
- Sadie[39]
- Schwarz Stein[40]
- Shazna[5]
- Shoujo Lolita 23ku[41]
- Sid[1]
- Skin[19],[23]
- SuG[5]

Début de page

## U
- UnsraW[42]

Début de page

## V
- VAMPS[43]
- Versailles[4],[5],[7]
- Vidoll[44]
- La Vie en rose[31]
- Vistlip[45]

Début de page

## X
- X Japan[3],[4],[5],[7],[15],[30],[31]

Début de page